# Gravesano

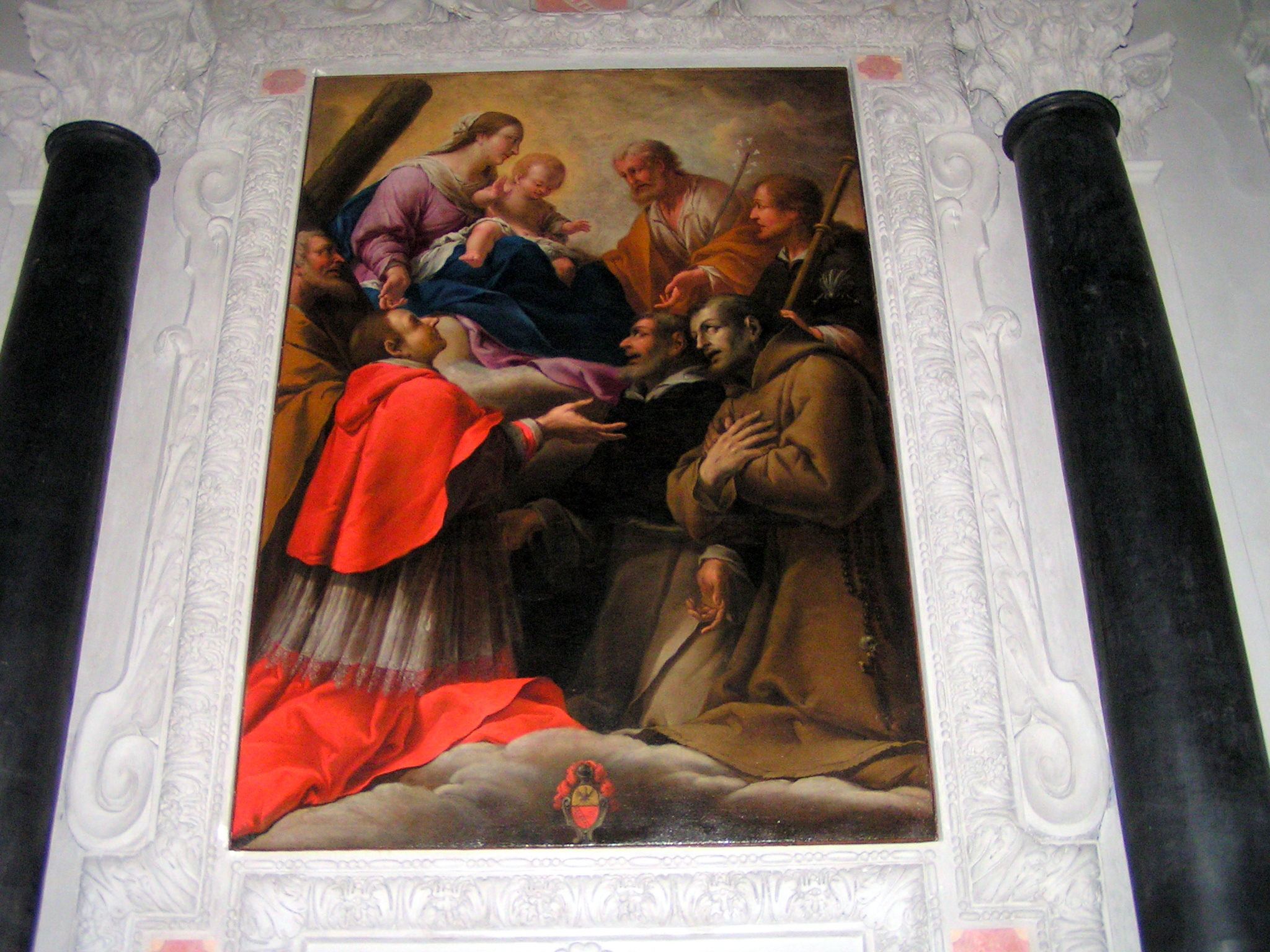
Pfarrkirche Santi Pietro e Paolo, Gemälde Madonna con Bambino e Santi des Malers Carpoforo Tencalla aus Bissone

Gravesano ist eine politische Gemeinde im Kreis Taverne, im Bezirk Lugano des Kantons Tessin in der Schweiz.

## Geographie
Die Gemeinde liegt im mittleren Abschnitt des Valle del Vedeggio (Vedeggiotal) an dessen westlicher Talflanke. Der heute kanalisierte Vedeggio, der zuvor die östliche Gemeindegrenze markierte, verläuft heute nicht mehr auf Gemeindegebiet. Die westliche Grenze verläuft am Hang des Monte Ferraro, während die südliche und nördliche Grenze grösstenteils von zwei kleineren Bächen gebildet wird.
Der ehemalige Weiler Grumo ist heute mit Gravesano zusammengewachsen und bildet ein eigenes Quartier. Er gab einem mittelalterlichen Burgbezirk den Namen, zu dem vermutlich Gravesano, Manno und Bedano gehörten.
Die Nachbargemeinden sind im Norden Bedano, im Osten Lamone, im Süden Manno TI und im Westen Alto Malcantone.

## Geschichte
Das Dorf wurde 1254 als de Gravaxana erstmals erwähnt. Das Schloss an der Strasse von Ponte Tresa TI auf den Monte Ceneri beherbergte 1004 König Heinrich II. (HRR) und später auch Friedrich I. (HRR) Barbarossa auf seinem Zug nach Italien 1162. In Gravesano sind Güter und Rechte des Klosters San Pietro in Ciel d’Oro von Pavia und des Bischofs von Como verbürgt.
Gravesano bildet nach wie vor eine eigenständige Bürgergemeinde.

## Bevölkerung
Einwohnerzahlen: Volkszählungsdaten

## Sehenswürdigkeiten
- Pfarrkirche Santi Pietro und Paolo bewahrt u. a. das Gemälde Madonna con Bambino e Santi des Malers Carpoforo Tencalla[8][9]
- Pfarrhaus mit Madonna mit Kind und Heilige[8][10]
- Casa Scherchen (im alten Dorfkern), Architekt: Martin Wagner.[8]

## Verkehr
Durch die Gemeinde verläuft die Hauptstrasse 398, die in Lamone an der Hauptstrasse 2 endet. Gegen Süden führt sie an den Autobahnanschluss Lugano-Nord der A2 und weiter bis zur italienischen Grenze.

## Kultur
- Ars Viva Orchestra[11]

## Unternehmungen
- Ars Medica[12]
- Fondazione Portugalli[13]

## Sport
- Football Club Gravesano Bedano[14]

## Persönlichkeiten
- Andrea Antonini (* um 1710 in Gravesano; † nach 1770 ebenda), Richter am Tribunal von Wien; er liess den Sankt Karlsaltar in der Kirche von Gravesano bauen.[15]
- Carlo Insermini (* um 1716 in Gravesano; † 1801 ebenda), Stuckateur, Architekt am Hof der Herzöge von Parma[16]
- Francesco Rusca (* 1727 in Serocca d’Agno; † 29. August 1811 in Gravesano), Pfarrer von Gravesano 1765 bis zu seinem Tode, apostolischer Protonotar, 1748 Delegierter der Bistümer Como und Mailand zu der Gesandtschaft der regierenden Orte zur Regelung der Jurisdiktionsfrage von Gnosca[17]
- Ippolito Cremona (* 2. Februar 1777 in Gravesano; † 5. Januar 1844 in Genua), Architekt und Ingenieur, er arbeitete lange Zeit in der Gegend von Genua. Professor der Architektur und Dekoration an der Kunstakademie von Genua 1818, Architekt der Stadt Rapallo 1822, wo er seit 1815 arbeitete. Er zeichnete den Plan von Nostra Donna dell’Orto in Chiavari, die Fassade der Sankt Karlskirche in Turin, des Denkmals beim San Tommaso-Tor in Genua, beendigte den von Domenico Cervetto begonnenen Palast der Foraggiana all’Acque Verdi von Genua.[18] Von seinen zahlreichen Bauten sind nur einige Fassaden erhalten. Auch das von ihm entworfene Theater in La Spezia wurde später umgebaut[19][20][21]
- Matteo Rusca (* 1806 in Arosio TI; † nach 8. September 1885 ebenda), Stuckateur, Wohltäter; 1893 wurde dank der Stiftung Matteo Rusca eine Sekundar- und Zeichenschule in Gravesano eingerichtet[22]
- Hermann Scherchen (1891–1966), deutscher Dirigent und Komponist
- Franco Lepori (* 1941; † 20. März 1998 in Torricella-Taverne), Pädagoge, ehemaliger Direktor des Ufficio Insegnamento Medio des Kantons Tessin; Gründer der Scuola media Unica (1974). Er starb wegen eines Autounfalls beim Tunnel des Dosso di Taverne. Er wohnte in Gravesano[23]
- Fabio Contestabile (1954–2022), studierte italienische und französische Sprach- und Literaturwissenschaft an der Universität Zürich und unterrichtete an mehreren Schulen im Kanton Tessin, Schriftsteller, wohnte in Gravesano